# Vojna diktatura Čilea (1973–1990)
Desničarska autoritarna vojna diktatura vladala je Čileom sedamnaest godina XX veka, tačnije u periodu od 11. septembra 1973. do 11. marta 1990. godine. Diktatura je uspostavljena nakon što je demokratski izabrana socijalistička vlada Salvadora Aljendea srušena državnim 11. septembra 1973. godine, uz podršku Sjedinjenih Američkih Država. Tokom ovog perioda, državom je vladala vojna hunta na čelu sa generalom Augustom Pinočeom. Da bi opravdala preuzimanje vlasti, vojska je iskoristila navodni slom demokratije i veliku ekonomsku krizu koja je zahvatila Čile za vreme Aljendovog mandata. Diktatura je svoju misiju predstavila kao „nacionalnu rekonstrukciju“. Puč je bio rezultat višestrukih sila, uključujući pritisak konzervativnih grupa, boraca za ženska prava, određenih političkih partija, štrajkačkih akcija, kao i međunarodnog uplitanja. Prema članku koji je napisao dugogodišnji operativac CIA-e Džek Devain, uticaj i uplitanje CIA-e i same američke vlade, bio je mnogo manji od onog u šta se prvobitno smatralo.
Diktatorski režim karakterisalo je sistematsko suzbijanje političkih partija i progon neistomišljenika do te mere koja nije bila poznata u čileanskoj istoriji. Sveukupno, za vreme ovog režima 3.000 osoba je izgubilo život ili nestalo, više desetina hiljada zatvorenika je mučeno a preko 200.000 Čileanca je prognano. Sedamnaestogodišnja diktatorska vlada ostavila je posledice na društvo i privredu, koje su i dalje osetne. Dve godine nakon puča sprovedene su neoliberalne ekonomske reforme koje su bile u velikoj suprotnosti sa Aljendeovom levičarskom politikom. Reformu su predvodili tim ekonomista čiji su članovi stekli znanje na američkim univerzitetima. Zbog toga su dobili nadimak Čikago bojs. Čileanski ustav iz 1925 godine, zamenjen je novim ustavom donesenim 1980. godine. Ovim je uspostavljen niz odredbi koje su na kraju dovele do čileanskog nacionalnog plebiscita 5. oktobra 1988. godine.
Na tom referendumu građani Čilea uskratili su podršku Augustu Pinočeu neproduživši mu manda, čime je otvoren put za ponovno uspostavljanje demokratije 1990. godine. Shodno referendumskoj odluci, demokratski predsednički izbori održani su sledeće godine. Vojna diktatura okončana je 1990. godine izborom hrišćansko-demokratskog kandidata Patrisija Elvina Asokara. Međutim, vojska je ostala van civilne kontrole nekoliko godina nakon što je sama hunta izgubila vlast.

## Spoljašnje veze
- Literature and Torture in Pinochet's Chile (језик: енглески)
- Criminals of the military dictatorship : Augusto Pinochet(језик: енглески)